# エスケイプ (稲垣潤一の曲)
「エスケイプ」は、稲垣潤一の楽曲。自身の4作目のシングルとして、EXPRESSからシングル・レコードで1983年3月1日に発売された。

## 解説
楽曲はA面・B面いずれも井上鑑が編曲を担当し、A面のみ作詞もあわせて担当する。

## 収録曲
- SIDE A

1. エスケイプ
  - 作詞：井上鑑 / 作曲：筒美京平 / 編曲：井上鑑

- SIDE B

1. 男と女
  - 作詞：秋元康 / 作曲：筒美京平 / 編曲：井上鑑